# 阿罗拉
阿罗拉（義大利語：Arola），是意大利韦尔巴诺-库西亚-奥索拉省的一个市镇。总面积6平方公里，人口277人，人口密度46.2人/平方公里（2009年）。